# Comollis Veilchen
Comollis Veilchen (Viola comollia) ist eine Pflanzenart aus der Gattung Veilchen (Viola) innerhalb der Familie der Veilchengewächse (Violaceae).

## Beschreibung

### Vegetative Merkmale
Comollis Veilchen ist eine ausdauernde krautige Pflanze. Sie kriecht Ausläufern zwischen Steinen.
Die Laubblätter sind in Blattstiel und -spreite gegliedert. Blattspreite ist kürzer als der Blattstiel. Die einfache Blattspreite ist oval.

### Generative Merkmale
Die Blüten befinden sich einzeln in den Blattachseln. Die zwittrige Blüte ist bei einer Länge von 2 bis 3 Zentimetern zygomorph und fünfzählig mit doppelter Blütenhülle. Die fünf Kelchblätter sind lanzettlich. Die fünf Kronblätter sind rosa-lilafarben. Das untere Blütenkronblatt trägt auffällige gelbe Flecken und dunkle Streifen.
Es wird eine Kapselfrucht gebildet.

### Vorkommen
Comollis Veilchen ist ein Schuttbesiedler auf silikatischen Böden. Es ist endemisch in den Alpi Orobie / Bergamasker Alpen, dort an vereinzelten Standorten am Hauptkamm. An günstigen Standorten kann es zu häufigem Auftreten kommen. Einzelstandorte liegen in der Nähe von Monte Demignone und Pizzo Diavolo di Tenda.

## Taxonomie
Die Erstbeschreibung von Viola comollia erfolgte 1834 durch Giuseppe Filippo Massara in Prodr. fl. Valtellinese 203.  